# Буровой (Калмыкия)
Буровой — посёлок (сельского типа) в Черноземельском районе Калмыкии, в составе Артезианского сельского муниципального образования. Посёлок расположен в 74 км к юго-востоку от районного центра посёлка Комсомольский.
Население — 1127 чел. (2014).
Основан в 1957 году.

## История
Основан в 1957 году в связи с возвращением из Сибири калмыков. Первоначально являлся вахтовым посёлком нефтяников. Возвращавшиеся из ссылки калмыки не могли вернуться в разрушенные в период депортации прибрежные сёла и заняли оставленные нефтяниками бараки. В качестве неофициального названия населённого пункта закрепилось название одного из исчезнувших прикаспийских сёл — Цекерты. В 1961 году в Буровом открылась начальная национальная малокомплектная школа. В дальнейшем выпускники малокомплектной школы продолжали обучение в железнодорожной школе — интернат № 3 посёлка Артезиан. В 1968 году начальная школа была преобразована в Артезианскую восьмилетнюю школу.
В 1972 году был образован овцеводческий совхоз им. Ворошилова. В том же году местная школа была преобразована в среднюю с пришкольным интернатом. В 1990 году местный совхоз был переименован в совхоз «Цекерта» (с 1999 года — СПК «Цекерта»).. В 1995 году был открыт Цекертинский хурул в память о калмыках, участвовавших в Великой Отечественной войне.

## Физико-географическая характеристика
Посёлок расположен на юго-востоке Черноземельского района, в границах Чёрных земель, являющихся частью Прикаспийской низменности. Посёлок расположен ниже уровня мирового океана. Средняя высота — 21 м ниже уровня моря. Рельеф местности равнинный. В 7 км к югу от посёлка протекает река Кума, по которой проходит граница с Республикой Дагестан.
По автомобильной дороге расстояние до столицы Калмыкии города Элиста составляет 270 км, до районного центра посёлка Комсомольский — 74 км. Ближайший населённый пункт — посёлок Артезиан расположен с другой стороны железной дороги.
Согласно классификации климатов Кёппена-Гейгера тип климата — семиаридный. Среднегодовая температура воздуха — 10,8 °C, количество осадков — 267 мм. В окрестностях посёлка распространены пески.

## Население
| 2002 | 2010 | 2013  | 2014  |
| ---- | ---- | ----- | ----- |
| 687  | ↗738 | ↗1108 | ↗1127 |

Национальный состав
Согласно результатам переписи 2002 года большинство населения посёлка составляли калмыки (84 %)

## Социальная инфраструктура
В Буровом имеется несколько магазинов, почтовое отделение, Цекертинский дом культуры, сельская библиотека. Среднее образование жители посёлка получают в расположенной в посёлке Артезианской средней общеобразовательной школе № 1, дошкольное — в детском саду «Байр».
Посёлок электрифицирован, газифицирован, действует система централизованного водоснабжения. Однако поставляемая вода является технической. Потребность населения в питьевой воде удовлетворяется путём индивидуальной доставки воды, поставляемой станции Кизляр, к каждому домовладению. Система канализации отсутствует.

## Экономика
Основной отраслью экономики является сельское хозяйство (направление — животноводство).
Сельскохозяйственным производством на территории посёлка занимается ОАО «Цекерта» и личные подсобные хозяйства жителей.

## Достопримечательности
- Цекертинский хурул. Трехъярусное здание-пагода, украшенное двенадцатью драконами, колесом времени и кроткими ланями. Построен в память калмыков, участвовавших в Великой Отечественной войне 1941—1945 гг.[13]